# Jaecoo
Jaecoo — подразделение китайской компании Chery Automobile. Предназначается для экспорта внедорожников и кроссоверов в Европу, Россию, Малайзию, на Ближний Восток и Южную Африку.

## Описание
Бренд Jaecoo был представлен в апреле 2023 года в Уху наряду с Omoda. Целью двух объединённых брендов (именуемых брендами O & J) было достижение ежегодных мировых продаж в 1 400 000 единиц к 2030 году (без учёта Китая). В том же месяце материнская компания Chery основала отдельную компанию в Китае под названием Anhui Omoda Jaecoo Automobile Co., Ltd. в качестве торговой марки. Название произошло от немецкого слова Jäger (охотник) и английского Cool.

## Модельный ряд
Первой моделью Jaecoo стал J7 (Chery Tansuo 06), после которого в октябре 2023 года на Женевском автосалоне в Катаре был представлен J8 (Chery Tiggo 9). Третья модель — J6 (iCar 03), четвёртая — J5.
- Jaecoo J5 (2025 — настоящее время) [6]
- Jaecoo J6 — ребеджинг iCar 03 (2024 — настоящее время)[7]
- Jaecoo J7 — ребеджинг Chery Tansuo 06 (2023 — настоящее время)
- Jaecoo J8 — ребеджинг Chery Tiggo 9 (2023 — настоящее время)

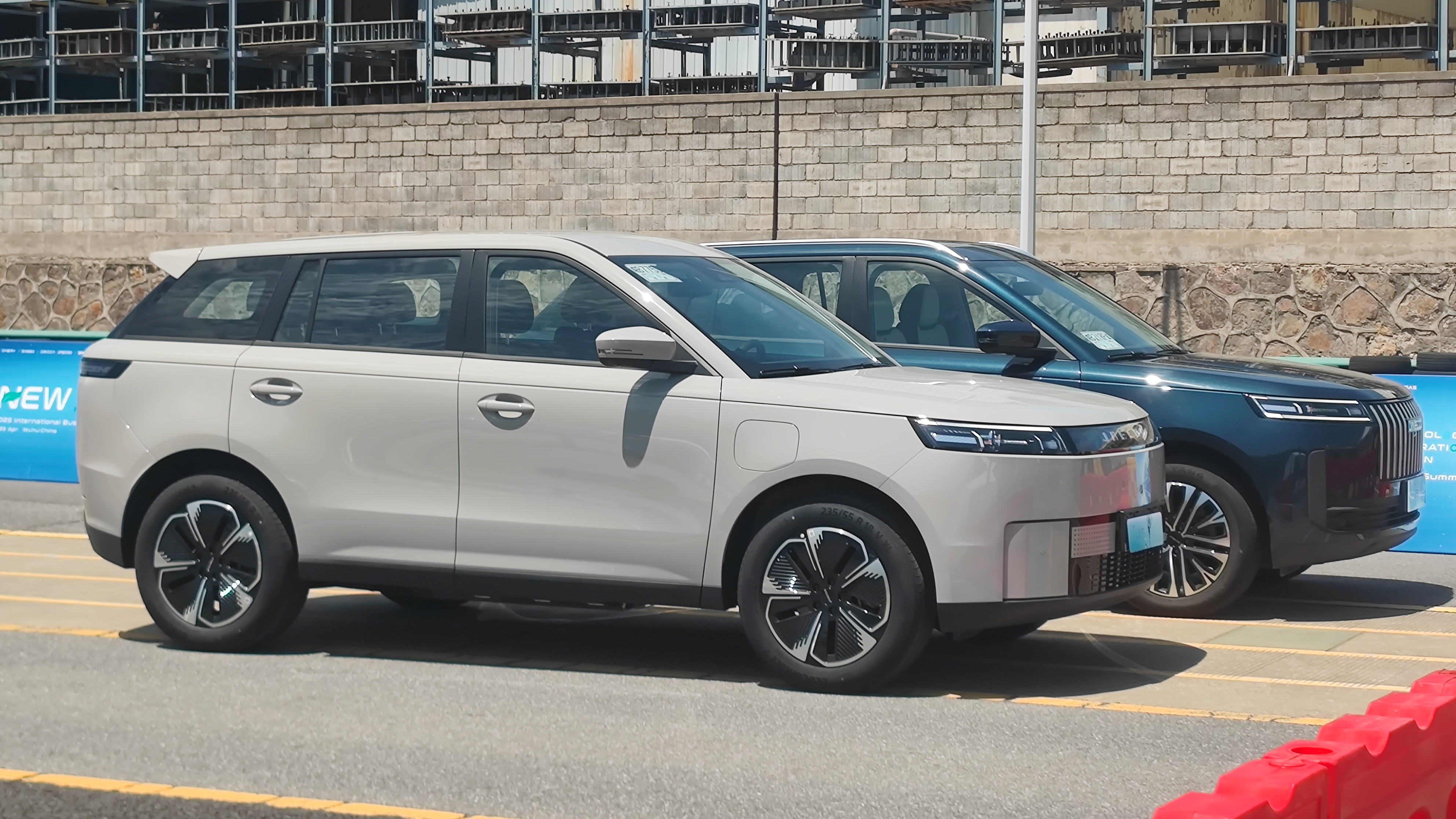
Jaecoo J5
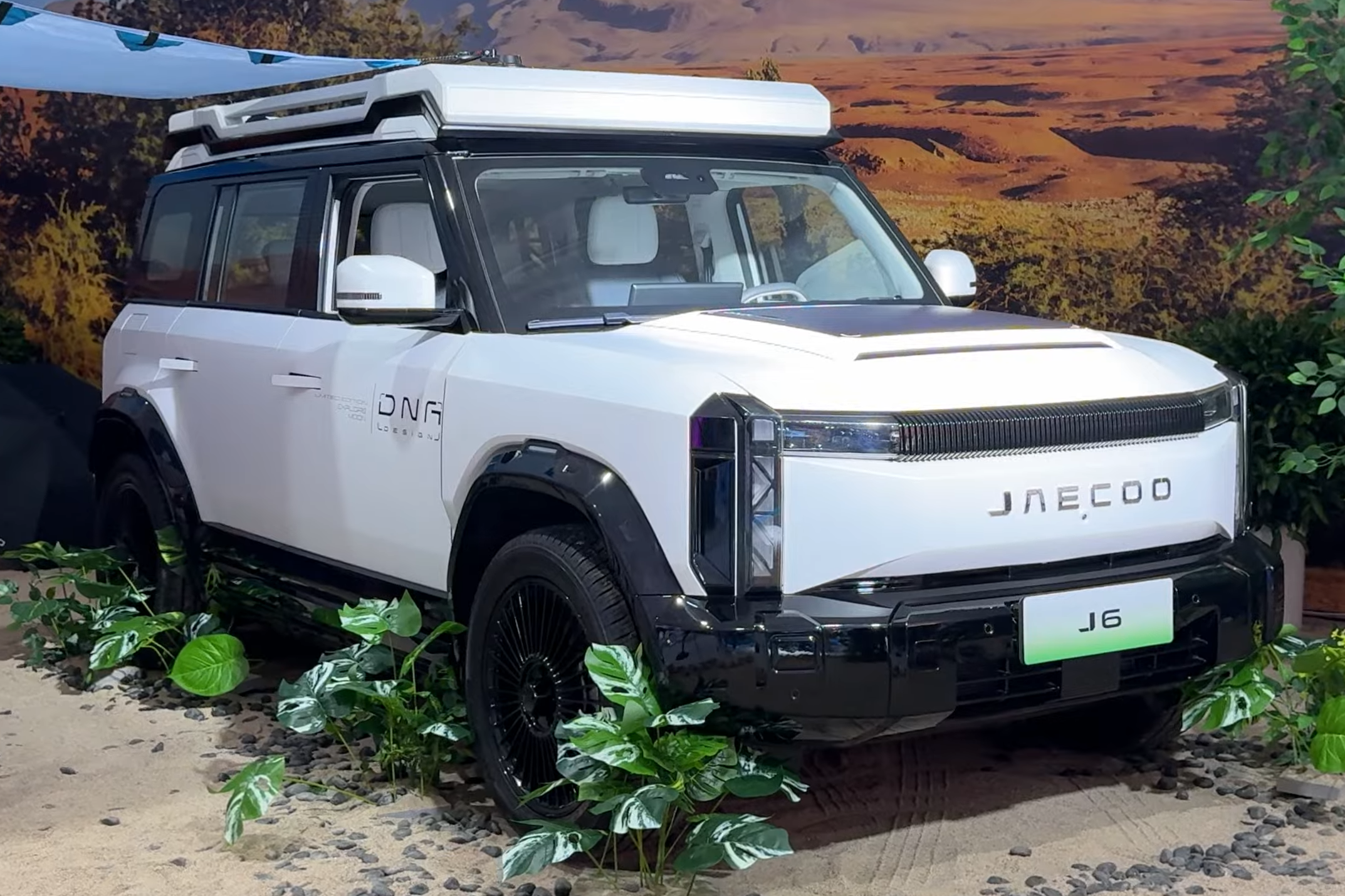
Jaecoo J6
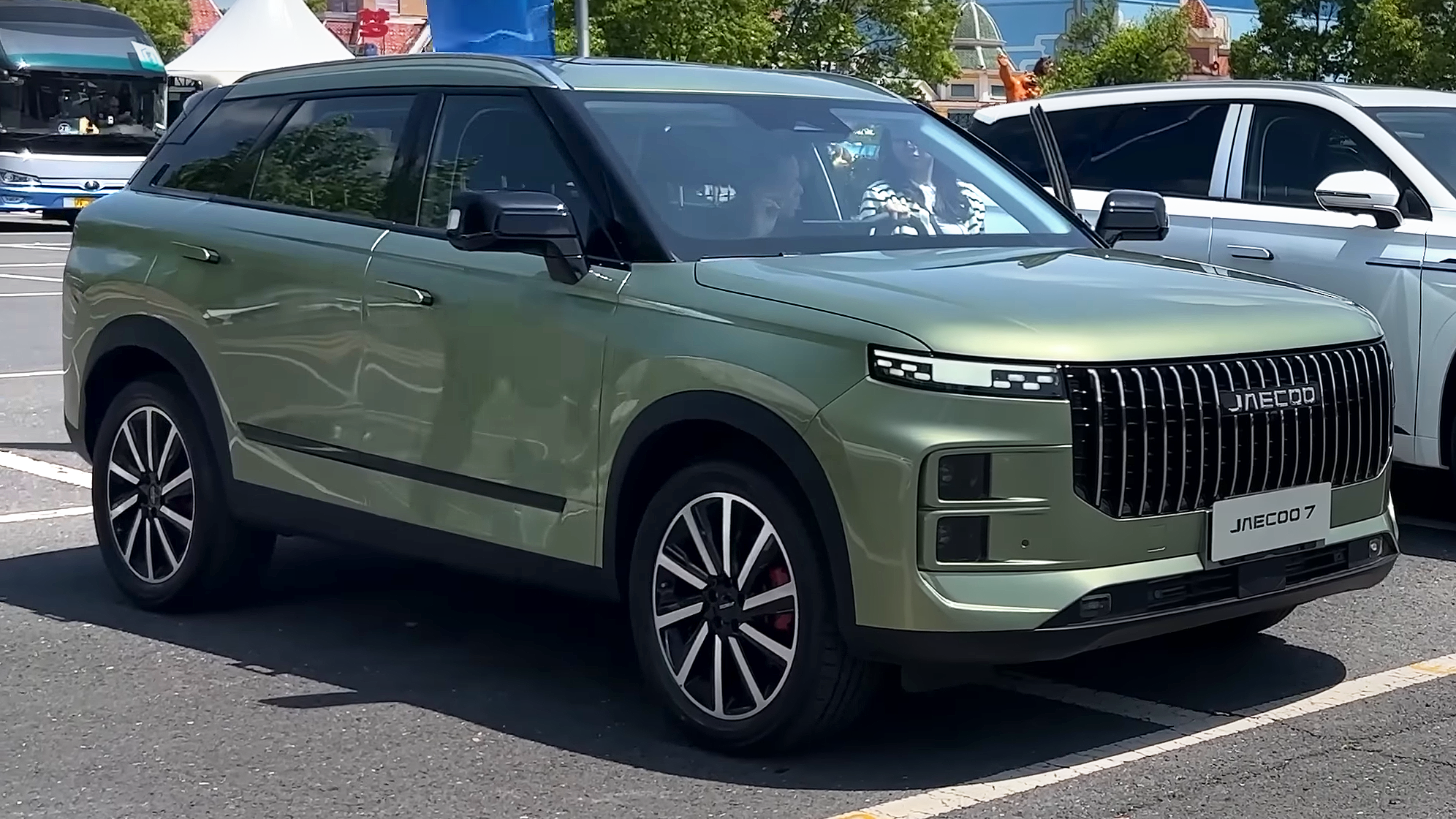
Jaecoo J7
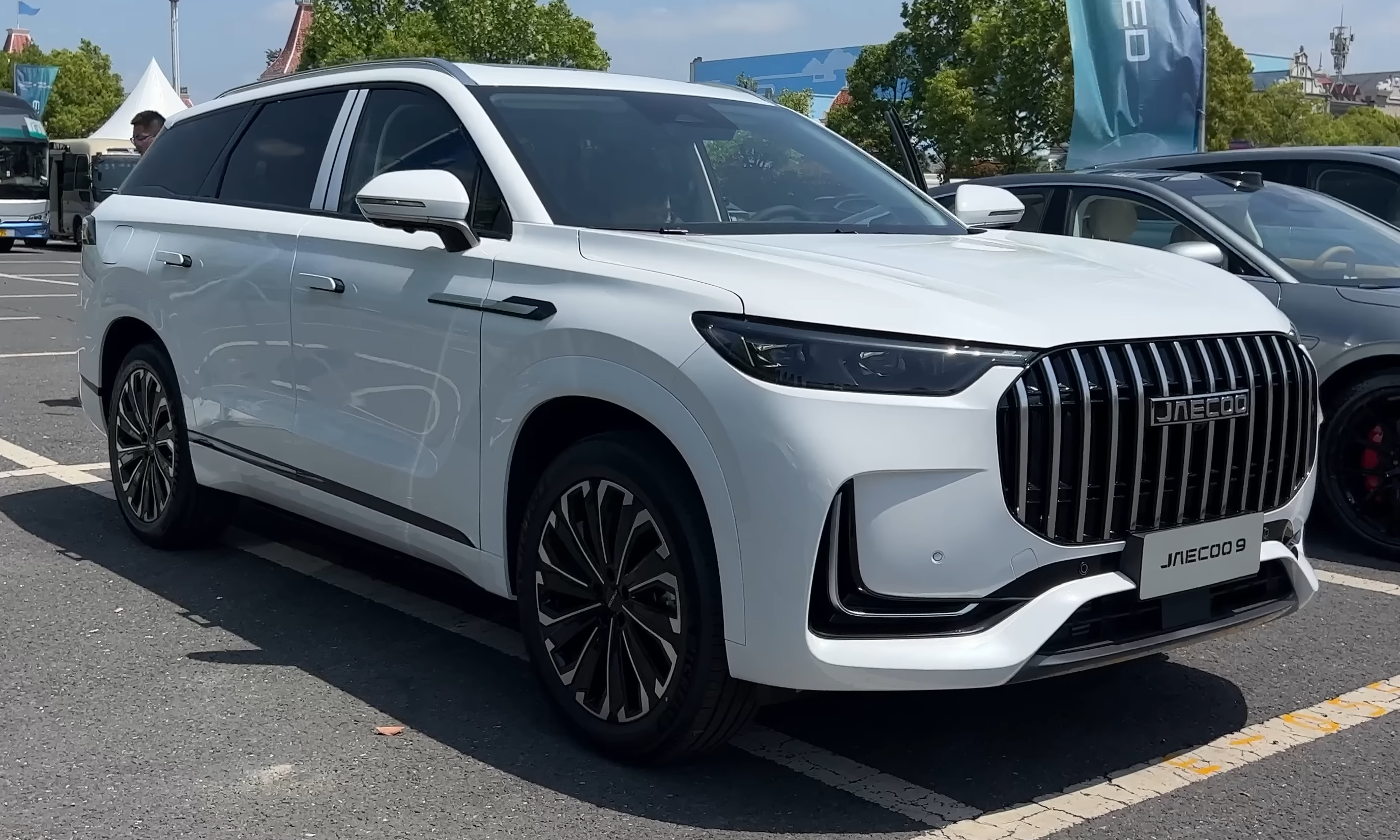
Jaecoo J8